# Йохан I Йозеф (Лихтенщайн)
Йохан I Йозеф фон Лихтенщайн (Йохан Баптист Йозеф Адам Йоханес Непомук Алойз Франц де Паула де Гонзага) (на немски: Johann Baptist Joseph Adam Johannes Nepomuk Alois Franz de Paula de Gonzaga Fürst von Liechtenstein, Herzog von Troppau und Jägerndorf) е 10. княз на Лихтенщайн (1805 – 1836), херцог на Тропау/Опава и Ягерндорф/Кърнов и австрийски фелдмаршал.

## Биография
Роден е на 27 юни 1760 година във Виена, Хабсбургска монархия. Той е по-малък син, шестото дете, на княз Франц Йозеф I фон Лихтенщайн (1726 – 1781) и съпругата му графиня Леополдина фон Щернберг (1733 – 1809), дъщеря на граф Франц (Франтишек) Филип фон Щернберг (1708 – 1786), дворцов министър на Мария Терезия, и графиня Мария Леополдина фон Щархемберг (1712 – 1800).
По-малък брат е на княз Алойз I фон Лихтенщайн (1759 – 1805), княз на Лихтенщайн (1781 – 1805). Йохан I Йозеф го наследява през 1805 г. на трона.
Йохан I Йозеф започва военната си кариера през 1782 г. като лейтенант. През 1790 г. по време на турската война става полковник. През 1794 г. е повишен на генерал-майор. Във войната против Франция е фелдмаршал-лейтенант и командир. Кайзер Франц I го прави през 1806 г. командир на града и крепостта Виена. През 1809 г. той се бие като командир на кавалерията срещу войската на Наполеон. От 1806 г. е рицар на Ордена на Златното руно.
Йохан I Йозеф фон Лихтенщайн умира на 20 април 1836 година във Виена на 75-годишна възраст. Погребан е във фамилната гробница на фамилията Лихтенщайн във Вранау/Вранов, северно от Брюн/Бърно, която вече е разширил през 1820 г.

## Фамилия
Йохан I Йозеф фон Лихтенщайн се жени на 12 април 1792 г. във Виена за ландграфиня Йозефа фон Фюрстенберг-Вайтра (* 21 юни 1776, Виена; † 23 февруари 1848, Виена), дъщеря на ландграф Йоахим Егон фон Фюрстенберг-Вайтра (1749 – 1828) и графиня София Терезия фон Йотинген-Валерщайн (1751 – 1835). Те имат 15 деца:
- Леополдина Мария Йозефа (* 11 септември 1793; † 28 юли 1808
- Каролина (* 2 февруари 1795; † пр. 1800)
- Алойз II Мария Йозеф Йохан фон Непомук Баптист Йахим Филип Нери фон Лихтенщайн (* 26 май 1796, Виена; † 12 ноември 1858, Айзгруб в Моравия), 11. княз на Лихтенщайн (1836 – 1858), женен на 8 август 1831 г. във Виена за графиня Франциска де Паула Кински фон Вчиниц-Тетау (1813 – 1881)
- София Мария Йозефа (* 5 септември 1798, Виена; † 27 юни 1869, Виена), омъжена на 4 август 1817 г. за граф Винце Естерхази де Галанта (1787 – 1835); дворцова дама на австрийската императрица Елизабет Баварска (Сиси)
- Мария Йозефина (* 11 януари 1800; Виена; † 14 юни 1884, Виена)
- Франц де Паула Йоахим Йозеф (* 25 февруари 1802, Виена; † 31 март 1887, Виена), К.и.К. фелдмаршал-лейтенант, женен на 3 юни 1841 г. във Виена за графиня Юлия Потока (1818 – 1895); прадядо на княз Франц Йозеф II (1906 – 1989); прародители на днешната фамилия Лихтенщайн
- Карл Йохан Непомук Антон (* 14 юни 1803; † 12 октомври 1871, Ишл), номинален регент на княжеството (1806 – 1813), женен на 10 септември 1832 г. в Грац за графиня Росалия д'Хемрикурт фон Грюне (1805 – 1841)
- Клотилда (* 19 август 1804; † 27 януари 1807)
- Хенриета (* 1 април 1806, Виена; † 15 юни 1886, Ишл), омъжена на 1 октомври 1825 г. във Виена за граф Йпзеф Хуняди фон Кетхели (1801 – 1869)
- Фридрих (* 21 септември 1807, Виена; † 1 май 1885, Виена), женен на 15 септември 1848 г. за певицата София Льове (1815 – 1866)
- Едуард Франц Лудвиг (* 22 февруари 1809, Виена; † 27 юни 1864, Карлсбад), австрийски фелдмаршал-лейтенант, женен на 16 октомври 1839 г. в Грац уа графиня Хонория Холониевска (1813 – 1869)
- Август Лудвиг (* 22 април 1810, Виена; † 27 май 1884, Виена), близнак
- Август Игнац (* 22 април 1810, Виена; † 27 май 1824, Виена), близнак
- Ида Леополдина София Мария Йозефина Франциска (* 12 септември 1811 в Леднице (Айзгруб), Моравия; † 27 юни 1884, Виена), омъжена на 30 юли 1832 г. във Виена за княз Карл Паар (1806 – 1881)
- Рудолф (* 5 октомври 1816, Виена; † 19 юни 1848, Винченца от раняване)